# Marapana indistincta
Marapana indistincta là một loài bướm đêm trong họ Erebidae.